# USS Sargo (SSN-583)
USS Sargo (SSN-583) – amerykański okrętów podwodnych z napędem atomowym typu Skate. Oparty w pewnej mierze na projekcie konwencjonalnych okrętów typu Tang, był jednym z czterech ostatnich amerykańskich okrętów podwodnych, których kadłub nie był oparty na rozwiązaniach opracowanych w programie badawczym Albacore.